# VfB Speldorf
VfB Speldorf is een Duitse voetbalclub uit Speldorf, een stadsdeel van Mülheim an der Ruhr, Noordrijn-Westfalen.

## Geschiedenis
De club werd op 19 januari 1919 opgericht als opvolger van de clubs SC Preußen Speldorf en BV Rheinland Speldorf, die voor de Eerste Wereldoorlog actief waren. De club sloot zich aan bij de West-Duitse voetbalbond en promoveerde in 1928 naar de hoogste klasse van de Nederrijnse competitie en werd laatste. Na één seizoen promoveerde Speldorf opnieuw en na een middelmatige positie werd de club in 1931/32 gedeeld derde. Ook het volgende seizoen werd de club derde, maar door de invoering van de Gauliga als hoogste klasse moest de club een stap terugzetten naar de Bezirksliga.
In 1935 en 1936 nam de club als kampioen van de Bezirksliga deel aan de promotie-eindronde voor de Gauliga Niederrhein, maar kon de promotie niet afdwingen. Na de Tweede Wereldoorlog speelde de club lange tijd in de Amateurliga tot in 1956 promotie werd afgedwongen naar de II. Liga West, waar ze slechts één jaar speelden. De club zakte weg naar de lagere reeksen en promoveerde in 1983 naar de Oberliga Nordrhein, maar werd daar laatste. Na te pendelen tussen Verbandsliga en Landesliga promoveerde de club in 2005 opnieuw naar de Oberliga. Na drie seizoenen degradeerde de club.
De club werd het volgende seizoen kampioen en promoveerde naar de NRW-Liga, de opvolger van de Oberliga Nordrhein, die nu nog maar de vijfde klasse was. In 2012 werd de NRW-Liga ontbonden en ging de club in de Oberliga Niederrhein spelen. In 2014 degradeerde de club naar de Landesliga. In 2017 promoveerde de club.